# Pegomya figulina
Pegomya figulina är en tvåvingeart som först beskrevs av Camillo Rondani 1871.  Pegomya figulina ingår i släktet Pegomya och familjen blomsterflugor.
Artens utbredningsområde är Italien. Inga underarter finns listade i Catalogue of Life.